# V létě ti řeknu, jak se mám
V létě ti řeknu, jak se mám je česko-slovenská komedie režisérky Marty Ferencové a scenáristky Evy Twardzik Urbaníkové. Komedie pojednává o osudech čtyřicátníků, bývalých spolužáků ze střední školy, jejichž osudy se navzájem stále proplétají. Příběh vychází z knihy Evy Twardzik Urbaníkové V lete ti poviem, ako sa mám. Ferencová a Twardzik Urbaníková spolu v minulosti spolupracovaly na komediích Všechno nebo nic a Příliš osobní známost.
Film se natáčel na začátku roku 2021 na Slovensku, natáčení začalo v Bratislavě a skončilo v květnu 2021 na Oravě. Titulní píseň k filmu, s názvem „V lete...“, nazpívala skupina IMT Smile.
Film měl v Česku a na Slovensku premiéru 17. února 2022.

## O filmu
Film vypráví příběh party kamarádů, bývalých spolužáků ze střední školy, jejichž osudy se během Vánoc a nového roku opět propojí. Ivana (Tereza Kostková) se před Vánocemi dozví, že se s ní její manžel Martin (Marián Miezga) chystá rozvést. Její kamarádka, rozvodová právnička Adriana (Dana Rogoz) udržuje vztah se svým šéfem Filipem (Martin Hofmann). Televizní moderátorka Ela (Andreea Vasile) žije s překladatelem knih Andrejem (Ondřej Sokol), do jejího života ovšem vstoupí její bývalý přítel David (Ján Koleník). Vláďa (Pavel Bartos), majitel restaurace, má po nevydařeném manželství s Věrou (Soňa Norisová) požadavek, aby jeho nová žena Broňa (Dominika Morávková) nepracovala. Ta to ovšem nerespektuje a svou práci před ním tají. Na Adrianu se obrátí manželka premiéra (Petra Vajdová), která se chce se svým manželem (Jaroslav Plesl) v tichosti rozvést v době jeho předvolební kampaně.
Film se nesetkal s kladnými reakcemi ani diváků, ani kritiků, hlavně kritizovali dabing slovenských herců.Na Csfd.cz má film dlouhodobě hodnocení okolo 30%, některé weby jim dali ještě horší hodnocení.

## Obsazení
| Tereza Kostková    | Ivana                         |
| Marián Miezga      | Martin, Ivanin manžel         |
| Dana Rogoz         | Adriana, Ivanina kamarádka    |
| Martin Hofmann     | Filip, Adrianin šéf a milenec |
| Andreea Vasile     | Ela                           |
| Ondřej Sokol       | Andrej, Elin manžel           |
| Ján Koleník        | David, Elina bývalá láska     |
| Pavel Bartoș       | Vláďa                         |
| Soňa Norisová      | Věra, Vláďova bývalá manželka |
| Dominika Morávková | Broňa, Vláďova nová manželka  |
| Anna Šišková       | Bronina matka                 |
| Jaroslav Plesl     | premiér                       |
| Petra Vajdová      | premiérova manželka           |
| Simona Babčáková   | produkční                     |